# Canton de Quettehou
Le canton de Quettehou est une ancienne division administrative française, située dans le département de la Manche et la région Basse-Normandie.

## Économie
Territoire rural et maritime, au cœur du Val de Saire, le canton de Quettehou vit traditionnellement du secteur primaire. L'agriculture est dominée par le maraichage, dont les produits, 50 000 tonnes par an, sont vendus sur le marché au cadran d'Anneville-en-Saire, géré par les producteurs regroupés au sein du Groupement des producteurs de légumes de la Manche (GPLM). Barfleur accueille le centre du Sileban, pôle de développement régional des cultures légumières et horticoles. L'activité halieutique se retrouve à Saint-Vaast-la-Hougue et Barfleur, ainsi que l'ostréiculture à Saint-Vaast. Le tourisme apporte un complément important d'activité (Saint-Vaast, Tatihou, Barfleur…), engendrant un fort accroissement de la population en période estivale. Saint-Vaast a également conservé une petite tradition de construction navale, avec les chantiers Bernard, et Facnor, fabricant d'enrouleurs pour bateaux de plaisance.
Mal desservi par les infrastructures routières, le canton souffre également d'un déficit de logements. Les services en termes de petite enfance et de santé paraissent également insuffisants, tandis que la population, comme dans le reste du département, vieillit. 
Politiquement, le canton est couvert par la communauté de communes du Val de Saire depuis 1993, et le Pays du Cotentin.

## Représentation

### Conseillers généraux de 1833 à 2015
| Période      | Période          | Identité                    | Étiquette             | Qualité |
| ------------ | ---------------- | --------------------------- | --------------------- | --- |
| 1833         | 1836 (démission) | Jean Le Marois              |                       | Général et ancien député et pair de France                                                                                             |
| 1836         | 1861 (décès)     | Gabriel Lamache (1786-1861) |                       | Ostréiculteur, négociant, percepteur des contributions, maire de Saint-Vaast, conseiller d'arrondissement                              |
| 1861         | 1866             | Nicolas Noël-Agnès          | Droite Monarchiste    | Juge consulaire, ancien sous-préfet, député (1949-1951), maire de Cherbourg, ancien conseiller d'arrondissement du canton de Cherbourg |
| 1866         | 1895             | Édouard du Mesnildot        | Droite                | Agronome, député (1885-1890), maire d'Anneville                                                                                        |
| 1895         | 1913             | Albert Hay                  | Républicain           | Propriétaire, maire de Barfleur |
| 1913         | 1940             | Henri Bertin (1867-1949)    | RG                    | Propriétaire, conseiller municipal d'Anneville-en-Saire, nommé conseiller départemental en 1943                                        |
|              |                  |                             |                       | |
| 1945         | 1948 (démission) | Henri Bertin                | DVD                   | Propriétaire à Anneville-en-Saire |
| 15 mars 1948 | 1955             | Robert Lehouelleur          | RPF-DVD               | Huissier à Saint-Vaast-la-Hougue |
| 1955         | 1994             | René Travert                | CNIP puis RI puis UDF | Agriculteur, sénateur (1968-1992), maire de Réville                                                                                    |
| 1994         | 2008             | Philippe Lebresne           | DVG                   | Professeur, adjoint au maire de Valcanville, président de la CC du Val de Saire                                                        |
| 2008         | 2015             | Jean Lepetit                | DVD                   | Directeur d'école, maire de Saint-Vaast-la-Hougue, élu en 2015 dans le canton du Val-de-Saire                                          |

Le canton participe à l'élection du député de la quatrième circonscription de la Manche, avant et après le redécoupage des circonscriptions pour 2012.

### Conseillers d'arrondissement (de 1833 à 1940)
Le canton de Quettehou avait deux conseillers d'arrondissement.
Il appartenait à l'arrondissement de Valognes jusqu'à sa disparition en 1926.
| Période                                  | Période      | Identité                                          | Étiquette | Qualité |
| ---------------------------------------- | ------------ | ------------------------------------------------- | --------- | --- |
| 1833                                     | 1836         | Gabriel Lamache                                   |           | Négociant à Saint-Vaast                                                                                     |
| 1833                                     | 1839         | M. Le Trécher                                     |           | Juge à Coutances puis à Valognes                                                                            |
| 1836                                     | 1848         | Léonord Victor Béatrix de Mesnilraine (1781-1860) |           | Propriétaire à Teurthéville-Bocage                                                                          |
| 1839                                     | 1845         | M. Le Chevallier-Dupuis                           |           | Propriétaire à Quettehou                                                                                    |
| 1845                                     | 1848         | M. Le Trécher                                     |           | Juge au tribunal civil de Valognes                                                                          |
|                                          |              |                                                   |           | |
|                                          | 1885 (décès) | Eugène Duclouet                                   |           | Notaire à Quettehou, président de la chambre des notaires, président du conseil d'arrondissement            |
|                                          |              |                                                   |           | |
| 1913                                     | 1923 (décès) | Charles Debrix                                    | RG        | Propriétaire à Montfarville                                                                                 |
| 1919                                     | 1931         | Auguste Lemaitre (1862-1934)                      |           | Propriétaire, conseiller municipal de Saint-Vaast                                                           |
| Février 1923                             | 1940         | Louis Féron                                       | RG        | Agriculteur, président du comice agricole, maire de Valcanville                                             |
| 1931                                     | 1940         | Alexandre Lecarpentier                            | RG        | Maire de Quettehou                                                                                          |
| 1940                                     |              |                                                   |           | Les conseils d'arrondissement ont été suspendus par la loi du 12 octobre 1940 et n'ont jamais été réactivés |
| Les données manquantes sont à compléter. |              |                                                   |           | |

## Composition

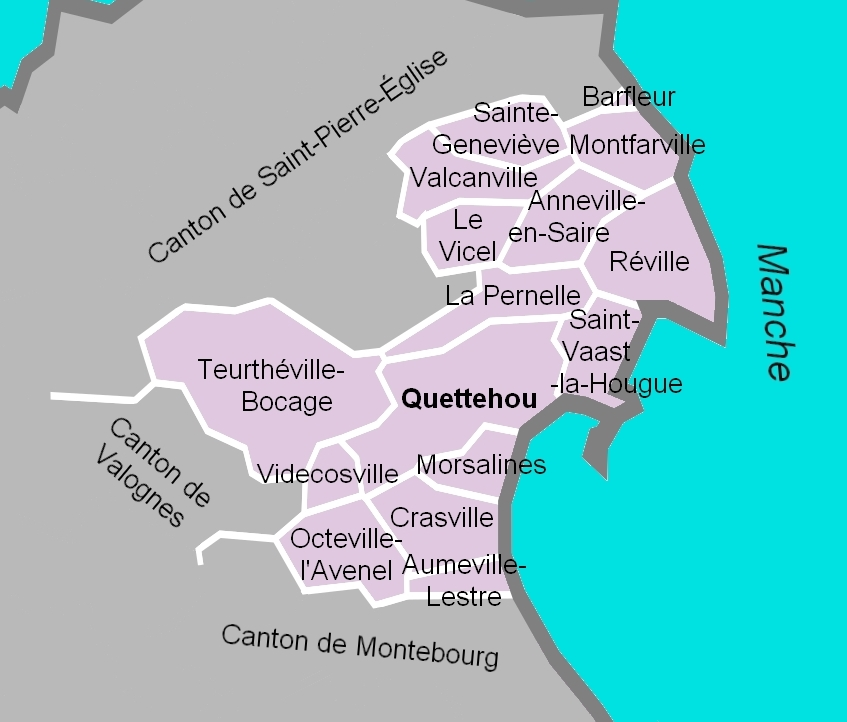
La carte des communes du canton. Les cantons limitrophes étaient ceux de Montebourg, de Valognes et de Saint-Pierre-Église.

Le canton de Quettehou comptait 9 053 habitants en 2012 (population municipale) et groupait seize communes :
- Anneville-en-Saire ;
- Aumeville-Lestre ;
- Barfleur ;
- Crasville ;
- Montfarville ;
- Morsalines ;
- Octeville-l'Avenel ;
- La Pernelle ;
- Quettehou ;
- Réville ;
- Sainte-Geneviève ;
- Saint-Vaast-la-Hougue ;
- Teurthéville-Bocage ;
- Valcanville ;
- Le Vicel ;
- Videcosville.

À la suite du redécoupage des cantons pour 2015, toutes les communes sont rattachées au canton du Val-de-Saire.

### Anciennes communes
Les anciennes communes suivantes étaient incluses dans le canton de Quettehou :
- Grenneville, absorbée en 1818 par Crasville.
- Sainte-Croix-Bocage, absorbée en 1818 par Teurthéville-Bocage.

La commune de Montfarville a été intégrée à celle de Barfleur de 1804 à 1831.

## Démographie
| 1962  | 1968  | 1975  | 1982  | 1990  | 1999  | 2006  | 2011  | 2012  |
| ----- | ----- | ----- | ----- | ----- | ----- | ----- | ----- | ----- |
| 9 851 | 9 618 | 8 957 | 9 079 | 8 964 | 9 044 | 9 195 | 9 113 | 9 053 |

## Sources
Section Géographie
- Ouest France, 8 janvier 2008[6]
- France : le trésor des régions[7]